# Атлегач
Атлегач (баш. Атлығас) — село в Янаульском районе Республики Башкортостан Российской Федерации. Входит в состав Ижболдинского сельсовета.

## География

### Географическое положение
Находится на правом берегу реки Атлегач. Расстояние до:
- районного центра (Янаул): 25 км,
- центра сельсовета (Ижболдино): 6 км,
- ближайшей ж/д станции (Янаул): 25 км.

## История
Деревня основана на вотчинных землях башкир Эске-Еланской волости Осинской дороги ясачными марийцами по договору о припуске. Текст договора не сохранился, но можно предположить, что это произошло в начале XVIII века. II ревизия 1748 года учла 149 марийцев обоего пола. К 1795 году марийцы, которых по V ревизии было также 149, перешли в сословие тептярей.
VIII ревизия 1834 года показала 323 жителя в 52 дворах. В 1842 году им принадлежало 9 десятин усадебной земли, 440 десятин пашни, 141 — сенокосных лугов и 400 десятин леса, из скота — 197 лошадей, 250 коров, 300 овец, 130 коз. Имелось 3 водяные мельницы, пчеловоды владели 40 ульями и 4 бортями. В 1859 году учтено 416 припущенников.
В 1870 году — деревня Атлегач 3-го стана Бирского уезда Уфимской губернии, 74 двора и 427 жителей (217 мужчин и 210 женщин) черемис. Жители занимались сельским хозяйством и пчеловодством, имелось 5 водяных мельниц.
В 1896 году в деревне Киебаковской волости VII стана Бирского уезда — 105 дворов и 620 жителей (317 мужчин, 303 женщины), казённая винная лавка.
По данным переписи 1897 года в деревне проживало 639 жителей (318 мужчин и 321 женщина), из них 616 язычников.
В 1897 году появилось земское одноклассное училище.
В 1906 году — 697 человек, земская школа, винная и 2 бакалейные лавки.
По данным подворной переписи, проведённой в уезде в 1912 году, деревня Атлегачева входила в состав Атлегачевского сельского общества Киебаковской волости. В деревне имелось 144 хозяйства марийцев-припущенников (из них 1 безземельное), где проживало 784 человека (398 мужчин, 386 женщин). Количество надельной земли составляло 1370 казённых десятин (из неё 44,36 сдано в аренду), в том числе 1020 десятин пашни и залежи, 110 десятин усадебной земли, 115 — леса, 68 — сенокоса, 40 — выгона и 17 десятин неудобной земли. Также 160,34 десятины земли было арендовано. Посевная площадь составляла 663,01 десятины, из неё 48,5 % занимала рожь, 25 % — овёс, 11,65 % — греча, 4,2 % — конопля, 3,1 % — горох, 2,7 % — просо, 2,4 % — ячмень, также сеяли картофель, полбу и лён (в сумме 2,5 %). Из скота имелось 313 лошадей, 265 голов КРС, 820 овец и 29 коз. У 11 хозяйств имелось 30 ульев пчёл. 6 человек занимались промыслами.
В 1917 году по данным подворного подсчёта в деревне проживало 810 марийцев и 14 русских в 154 дворах, в 1920 году по официальным данным в деревне той же волости 148 дворов и 693 жителя (320 мужчин, 373 женщины).
В 1926 году деревня относилась к Краснохолмской волости Бирского кантона Башкирской АССР.
В 1930-х годах началась коллективизация, образовался колхоз «Ужара» (с 1935 года колхоз им. Чкалова — вместе с деревней Новотроицк), тогда же открылась четырехклассная начальная школа.
В 1939 году в деревне Ижболдинского сельсовета Янаульского района — 682 жителя (322 мужчины, 360 женщин).
В 1940-х годах в колхозе появились радиоузел, электростанция, клуб (в 1948 году), фермы и другие общественные помещения.
В 1950 году появляется плодовый сад и две пасеки.
В 1959 году в деревне Атлегач 691 житель (284 мужчины, 407 женщин).
В том же году колхоз им. Чкалова присоединён к колхозу «Искра» села Зайцево.
С 1960-х годов Атлегач — село. В 1970 году в селе Зайцевского сельсовета 665 человек (302 мужчины, 363 женщины). В 1979 году — 565 человек (265 мужчин, 300 женщин)
В 1981 году Атлегач вместе с деревней Новотроицк образовал колхоз «Мир».
В 1980-е годы построены здание школы, пилорама, колхозные жилые дома, производственные показатели хозяйства также улучшались.
В конце 1987 года образован Атлегачский сельсовет. В 1989-м году в селе, центре Атлегачского сельсовета — 408 жителей (190 мужчин, 218 женщин).
В 2002 году — 317 человек (166 мужчин, 151 женщина), марийцы (94 %).
В 2008 году Атлегачский сельсовет упразднён, село передано в Ижболдинский сельсовет.
В 2010 году — 398 человек (208 мужчин, 190 женщин).

## Население
| 2002 | 2009 | 2010 |
| ---- | ---- | ---- |
| 317  | ↗399 | ↘398 |

## Инфраструктура
Имеются фельдшерско-акушерский пункт, сельский клуб, почтовое отделение, пункт выдачи книг. В 2000 году были заасфальтированы дороги. До недавнего времени работала основная школа (закрыта в 2016 году).